# OZアカデミー
OZアカデミー女子プロレス（オズ・アカデミーじょしプロレス）は、日本の女子プロレス団体。キャッチフレーズは「魑魅魍魎とした本格派女子プロレス団体」。

## 団体名の由来
創業者の尾崎魔弓のリングネームから連想されたオズの魔法使い、ECWでタズが開いていたレスリング教室「タズ・アカデミー」とをかけたものである。

## 特徴
凶器攻撃、セコンドの介入、敗者への制裁、選手への罵詈雑言などの攻撃的な姿勢が見られる。

## 歴史

### ヒールユニット時代
- 1996年8月、GAEA JAPANの永島千佳世とシュガー佐藤がJWP女子プロレスの尾崎魔弓に弟子入りを志願したことをきっかけに尾崎の付き人であったカルロス天野を加えて尾崎は自らを校長と称して永島、佐藤、天野を生徒と称して女子プロレス団体の枠を超えたヒールユニット「OZアカデミー」を結成。
- 12月8日、OZアカデミー主在興行（注：主催ではない）をLIQUIDROOMで開催。
- 1997年、尾崎がJWPを退団したことを契機にGAEAを主戦場として参戦。
- 1998年6月21日、OZアカデミー主催興行をCLUB CITTA'川崎で開催。
- 2005年4月10日、主戦場としてきたGAEAが解散。

### 女子プロレス団体時代
- 2006年10月23日、OZアカデミー女子プロレスとして団体化。
- 11月17日、新宿FACEで旗揚げ戦を開催。
- 2007年8月16日、後楽園ホールで開催する興行の大会名を尾崎の同期で没後10年となったプラム麻里子の名を冠した「プラムの花咲くOZの国」と命名。以降は「プラムの命日」となる8月16日前後の後楽園ホールで開催する興行に同じ大会名を付けるようになる。
- 2009年12月23日、小松奈央がデビュー。

## タイトルホルダー
| タイトル                           | 保持者         | 歴代   |
| ---------------------------------- | -------------- | ------ |
| OZアカデミー認定無差別級王座       | 安納サオリ     | 第32代 |
| OZアカデミー認定タッグ王座         | 松本浩代 ZONES | 第42代 |
| OZアカデミー認定パイオニア3WAY王座 | 翔             | 第11代 |

## 所属選手・主要参戦選手

### 正危軍
- 尾崎魔弓

### ファントムリミット
- AKINO
- 安納サオリ（スターダム）
- 倉垣翼（フリー）
- 狐伯（プロレスリングWAVE）
- ウナギ・サヤカ（フリー）※預かり

### チームパワースポット
- 加藤園子
- 水波綾（フリー）

### ゴジゾネス連合
- 松本浩代（フリー）
- 山下りな（フリー）
- ZONES（プロレスリングEvolution）

### 獣友
- 米山香織（フリー）
- 優宇（プロレスリングEVE）

### 無所属
- 桜花由美（プロレスリングWAVE）
- 雪妃魔矢（フリー）
- 翔（フリー）
- ポリス（マネージャー）

### レギュラー参戦選手
- ラム会長（暗黒プロレス組織666）
- 青木いつ希（ショーンキャプチャー）

## スタッフ

### レフェリー
- 伊東幸子（フリー）
- MIO（アイスリボン）（正危軍専属レフェリー）

### リングアナウンサー
- 中村裕之
- ダイナマイト関西

## 歴代所属選手
- 小松奈央
- カルロス天野
- 紫雷美央（アイスリボン、プロレスリングWAVE、ユニオンプロレス兼任所属）
- 永島千佳世
- 西尾美香
- ダイナマイト関西
- アジャコング

## BEST WIZARD
OZアカデミーが1年間を通じて活躍した選手を表彰する制度。各賞はファン投票で決定される。
2010年
- MVP : アジャコング
- ベストシングルマッチ賞 : 8月22日 後楽園ホール OZアカデミー認定無差別級選手権試合 KAORU vs 尾崎魔弓
- ベストタッグマッチ賞 : 8月22日 後楽園ホール OZアカデミー認定タッグ選手権試合 輝優優&AKINO vs 永島千佳世&加藤園子
- インパクト賞 : 桜花由美がヒールユニット「尾崎軍」に加入
- 特別賞 : 桜花由美

2011年
- MVP : 尾崎魔弓
- ベストシングルマッチ賞 : 4月10日 新宿FACE OZアカデミー認定無差別級選手権試合 尾崎魔弓 vs アジャコング
- ベストタッグマッチ賞 : 1月9日 新宿FACE OZアカデミー認定タッグ選手権試合 永島千佳世&加藤園子 vs 中川ともか&松本浩代
- インパクト賞 : 小松奈央の応援団「あなたは太陽のこまつナオ!」の皆さん
- 特別賞 : 松本浩代

2012年
- MVP : 栗原あゆみ
- ベストシングルマッチ賞 : 10月14日 新宿FACE 輝優優の引退ロード アジャコング vs 輝優優
- ベストタッグマッチ賞 : 8月19日 後楽園ホール OZアカデミー認定タッグ選手権試合 アジャコング&加藤園子 vs AKINO&栗原あゆみ

2013年
- MVP : AKINO
- ベストバウト賞 : 9月15日 横浜文化体育館 変則条件付き敗者髪切りマッチ 永島千佳世 vs 尾崎魔弓 with 西尾美香

2014年
- ベストバウト賞 : 10月13日 後楽園ホール OZアカデミー認定無差別級選手権試合 AKINO vs 倉垣翼
- ベストウィザード賞 : 旧姓・広田さくら
- ハプニング賞&インパクト賞 : カルロス天野が突然の引退することを発表

2015年
- MVP : 加藤園子
- ベストバウト賞 : 8月23日 横浜文化体育館 OZアカデミー認定無差別級王者決定戦イリミネーション6人タッグラストウーマンスタンディングマッチ 加藤園子&倉垣翼&AKINO vs 中島安里紗&松本浩代&志田光
- インパクト賞 : 8月23日の横浜文化体育館大会での選手入場ゲート
- ハプニング賞 : 花月の「コッチはカッコイイババアなんだよ」発言

2016年
- MVP : 松本浩代
- ベストバウト賞 : 11月13日 横浜文化体育館 OZアカデミー認定無差別級選手権試合 加藤園子 vs 松本浩代

2017年
- MVP : 世志琥
- ベストバウト賞 : 10月29日 横浜文化体育館 OZアカデミー認定タッグ選手権試合 尾崎魔弓＆雪妃魔矢 vs AKINO＆小林香萌

2018年
- MVP : 志田光
- ベストバウト賞 : 9月17日 横浜文化体育館 OZアカデミー認定無差別級選手権試合 志田光 vs アジャコング
- インパクト大賞 : 安納サオリの正危軍加入

2019年
- MVP : 尾崎魔弓
- ベストバウト賞 : 8月25日 横浜文化体育館 OZアカデミー認定無差別級選手権並びに爆女王選手権ダブルタイトル有刺鉄線電流爆破バットデスマッチ 尾崎魔弓 vs 松本浩代
- ハプニング賞 : 尾崎による爆女王ベルト破壊（新王者として「ベルトを大事にしない奴が多い」というコメントを発した直後に大理石のベルトを落として真っ二つに割ってしまった）

2020年
- MVP : 小林香萌
- ベストバウト賞 : 8月28日横浜文化体育館大会におけるOZアカデミー認定無差別級選手権試合 尾崎魔弓 vs 安納サオリ

2021年
- MVP : 雪妃魔矢
- ベストバウト賞 : 8月18日後楽園ホール正危軍興行 The Wizard of OZ～OZ アカデミー認定無差別級選手権試合 変則ルール時間無制限 桜花由美＆雪妃魔矢 vs 尾崎魔弓＆安納サオリ戦とそれに続く尾崎魔弓 vs 雪妃魔矢

## 試合中継
放送中の番組
- OZアカデミー女子プロレス（GAORA）

終了した番組
- プロレスKING（GAORA）

## ヒールユニット時代のメンバー
- 尾崎魔弓（リーダー）
- カルロス天野
- シュガー佐藤
- 永島千佳世